# Mummenhoffia
Mummenhoffia je rod raslinja iz porodice kupusovki (Brassicaceae). Izvorno mu je pripadala europska jednogodišnja vrsta M. alliacea, a kasnije je u njega uključena jedna i afrička vrsta, M. alliacea, izdvojena iz roda Thlaspi.

## Vrste
1. Mummenhoffia alliacea (L.) Esmailbegi & Al-Shehbaz
2. Mummenhoffia oliveri (Engl.) Esmailbegi & Al-Shehbaz